# تيتانات

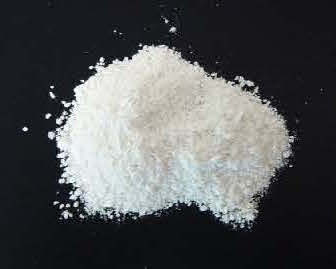
مسحوق تيتانات الليثيوم

التيتانات في الكيمياء هي مجموعة من المركّبات الكيميائية بين الأكسجين والتيتانيوم بحالة الأكسدة الرباعية، وأشهرها أورثوتيتانات ، الذي له الصيغة العامّة M2TiO4، وميتاتيتانات ، الذي له الصيغة العامة MTiO3.
من الأمثلة على التيتانات كلّ من تيتانات الرصاص PbTiO3 وتيتانات المغنيسيوم MgTiO3 وتيتانات الكالسيوم CaTiO3؛ بالإضافة إلى تيتانات الباريوم BaTiO3، وهي مادّة لها بنية البيروفسكيت، ولها خواص كهربائية انضغاطية، وتُستخدَم في مجال تحويل الإشارة.